# 梁文禮
梁文禮（英語：Pitar Leung，1979年2月23日—），香港商業電台叱咤903唱片騎師及助理音樂總監。聽眾和他的同事都稱他為「文麗」。
2023年2月，梁文禮於社交平台明讚暗踩梁詠琪演唱會，被批評為雙面人，其後於叱咤樂壇節目內向梁詠琪公開道歉。之後梁文禮再被指於私人Facebook帳戶向Mirror、陳奕迅及楊千嬅等歌手作出帶有傷害性之評論，被商業電台勒令停職三個月。
同年5月，於社交平台宣佈重返主持人工作。

## 現在主持／參與電台節目
- 叱咤樂壇（逢星期一至五中午12時至下午2時，與謝茜嘉及Woody共同主持）
- 903豁達推介 （逢星期六下午3時至5時）

## 電視節目
- Now 101《Apostrophe》（連同柳俊江、黃心美、朱汶欣、駱振偉、劉希信及麻利主持）
- Now 101《18/22》嘉賓
- Now觀星台《攣直後援會》嘉賓（2013-10-17）
- ViuTV《全民造星III》第三輪比賽評判

## 曾主持電台節目
- 小禮堂
- 903 idclub 人造巨星
  - 他在903 idclub 人造巨星的宣傳聲帶中做隊員「明理」，經常要扮成被占以手槍射殺。
- 叱咤樂迷
- 花生騷
- 一切從音樂開始（暫代主持）
- 今日正（與麻利亞主持）
- 突然好想聽（逢星期日晚上7時至9時，主持2018年5月6日一集，暫代Vani國語類節目）
- 禮爺駕到（逢星期一至五晚上9時至11時，暫代Vani《雲妮鍾情》節目）

## 曾參與廣播劇
- I Love You Boyz - 大瘋人院 （页面存档备份，存于）
- 四點水
- 四點水續集 - 落雨路
- 好天氣
- 好天氣續集 - 十九歲
- 八王子
- 黃金少年

## 外部連結
- 881903.com梁文禮簡介 （页面存档备份，存于）
- 梁文禮的Facebook專頁
- 梁文禮的Facebook專頁
- 梁文禮的Instagram帳戶